# ماسمن، نیو ساوت ولز
ماسمن (به انگلیسی: Mosman) یک حومه شهر در استرالیا است که در نیو ساوت ولز واقع شده‌است.